# Nusrat Bhutto
Begum Nusrat Bhutto (sindhi: بیگم نصرت ڀھٽو, urdu: بیگم نصرت بھٹو), född Nusrat Ispahnie den 23 mars 1929 i Esfahan i Iran, död 23 oktober 2011 i Dubai, var en feylikurdisk-pakistansk politiker, gift med Zulfikar Ali Bhutto och mor till Benazir Bhutto, båda tidigare premiärministrar i Pakistan.
Efter att maken fängslats och avrättats 1979 blev Nusrat Bhutto partiordförande på livstid för Pakistan People's Party. Hon och hennes döttrar sattes i husarrest. I samband med att hon drabbades av cancer 1982 fick hon lämna Pakistan. Partiledarskapet delades då med dottern Benazir. De hamnade så småningom i konflikt med varandra om partiledarskapet under Benazir Bhuttos andra session som premiärminister. En konflikt som utmynnade i handgripligeheter mellan polis och anhängare till Nusrat Bhutto. Nusrat Bhutto avsattes som partiordförande i november 1993.
Nusrat Bhutto var etnisk kurd ursprungligen från kermanshah. Hon levde sina sista år i Dubai.